# Georgi Sărmov
Georgi Zdravkov Sărmov (in bulgaro Георги Здравков Сърмов?; Burgas, 7 settembre 1985) è un ex calciatore bulgaro, di ruolo centrocampista.

## Palmarès

### Club
- Campionato bulgaro: 2

Levski Sofia: 2006-2007, 2008-2009
- Coppa di Bulgaria: 1

Levski Sofia: 2006-2007
- Supercoppa di Bulgaria: 2

Levski Sofia: 2007, 2009